# Чивата
Чивата (исп. Chivatá) — город и муниципалитет в центральной части Колумбии, на территории департамента Бояка. Входит в состав Центральной провинции.

## История
Поселение, из которого позднее вырос город, было основано в 1556 году. Муниципалитет Чивата был выделен в отдельную административную единицу в 1976 году.

## Географическое положение

Муниципалитет Чивата

Город расположен в центральной части департамента, в гористой местности Восточной Кордильеры, к востоку от реки Чуло, на расстоянии приблизительно 5 километров к востоку от города Тунха, административного центра департамента. Абсолютная высота — 2932 метра над уровнем моря.
Муниципалитет Чивата граничит на севере с территорией муниципалитета Тута, на северо-востоке — с муниципалитетом Тока, на юго-востоке — с муниципалитетом Сьячоке, на юго-западе — с муниципалитетом Сорака, на западе — с муниципалитетом Тунха, на северо-западе — с муниципалитетом Ойката. Площадь муниципалитета составляет 56 км².

## Население
По данным Национального административного департамента статистики Колумбии, совокупная численность населения города и муниципалитета в 2015 году составляла 6199 человек.
Динамика численности населения муниципалитета по годам:
| 2005 | 2006 | 2007 | 2008 | 2009 | 2010 | 2011 | 2012 | 2013 | 2014 | 2015 |
| ---- | ---- | ---- | ---- | ---- | ---- | ---- | ---- | ---- | ---- | ---- |
| 5049 | 5166 | 5271 | 5384 | 5493 | 5608 | 5720 | 5841 | 5953 | 6081 | 6199 |

Согласно данным переписи 2005 года мужчины составляли 50,6 % от населения Чиваты, женщины — соответственно 49,4 %. В расовом отношении белые и метисы составляли 98,5 % от населения города; негры, мулаты и райсальцы — 1,3 %; индейцы — 0,2 %.
Уровень грамотности среди всего населения составлял 85,4 %.

## Экономика
66,7 % от общего числа городских и муниципальных предприятий составляют предприятия торговой сферы, 25,6 % — предприятия сферы обслуживания, 7,8 % — промышленные предприятия.